# Errol Emanuelson
Errol (Emau) Rudolph Emanuelson (Paramaribo, 16 april 1953) is een Surinaams oud-voetballer. Hij speelde als aanvaller voor SV Robinhood en in het Surinaamse elftal. In het seizoen 1979-1980 werd hij ingehuurd door de Belgische club Sint-Niklase SK.

## Biografie

### Voetbalcarrière
Emanuelson begon op 14-jarige leeftijd met voetballen in Nieuw Nickerie bij de jeugd van Santos. In 1970 verhuisde hij naar Paramaribo en speelde hij voor de jeugd van Tuna. Met deze club werd hij jeugdkampioen.
In 1975 maakte hij de overstap naar SV Robinhood waar hij samen met Rinaldo Entingh en Roy George de aanvallinie van Robinhood vormde. Toen Robinhood in 1976 in Nederland was speelde hij een vriendschappelijke wedstrijd tegen Ajax. Hij hielp Robinhood om drie landstitels te winnen, in 1975, 1976 en 1979, en was de topscorer van de competitie van 1976, 1977 en 1978. Hij hielp Robinhood ook aan de plaatsing in de finale van de CONCACAF Champions Cup.
Op 30 juli 1979 kreeg Robinhood toestemming van de SVB om Emanuelson uit te lenen aan de Belgische Sint-Niklase SK, waar hij één seizoen speelde.
Emanuelson maakte zijn eerste optreden voor het Surinaams voetbalelftal in 1971 toen hij deelnam aan de Koninkrijksspelen. In 1975 maakte hij deel uit van het Surinaams Olympisch voetbalteam dat in de voorrondes speelde en zich niet kwalificeerde. In 1978 hielp hij Suriname bij het winnen van het CFU-kampioenschap in Trinidad en Tobago door drie doelpunten te maken tegen de Nederlandse Antillen in de tweede ronde van het toernooi.

### Persoonlijk
Na zijn voetbalcarrière verhuisde hij met zijn gezin naar Amsterdam. Hij is vader van de voetballer en international Urby Emanuelson, de profvoetballer Julian Emanuelson en de basketbalspeelster Sharifa Emanuelson. Zijn oomzegger Roché Emanuelson is profvoetballer in Paramaribo en werd in 2000 uitgeroepen tot Surinaams Voetballer van het Jaar.